# Sister Outsider
Sister Outsider ist ein Buch von Audre Lorde. Es enthält eine Sammlung von Essays und Reden aus den Jahren 1976 bis 1984 der US-amerikanischen Feministin und trägt dementsprechend im englischen Original den Untertitel Essays and Speeches. Das Buch gilt als wichtigste Sammlung von Lordes nicht-belletristischen Texten, das grundlegenden Einfluss auf die Entwicklung zeitgenössischer feministischer Theorien hatte. Sister Outsider wurde in zahlreiche Sprachen übersetzt.

## Inhalt
In insgesamt fünfzehn Essays und Reden beschäftigt sich Audre Lorde mit Macht und den unterschiedlichen Formen von Diskriminierung, wie Sexismus, Rassismus, Homophobie, Klassenhass und mehr. Sie nimmt dabei eine hoffnungsvolle Position ein, die gesellschaftliche Unterschiede als Anlass für Kommunikation, Aktion und positive Veränderung versteht. Weitere Themen des Buches sind die Bedeutung der Poesie und der Emotion Wut (insbesondere die Wut schwarzer Frauen), der Unterschied von Erotik und Pornografie, Kapitalismuskritik und immer wieder Intersektionalität. Hier fordert Audre Lorde klar die Loyalität schwarzer Männer und weißer Frauen ein.

## Rezeption
Bereits beim ersten Erscheinen stellten Rezensentinnen fest, dass Sister Outsider in einer sehr poetischen Sprache geschrieben war und dass es gerade durch diese poetische Sprache Probleme und Schmerz besonders gut zum Ausdruck bringen konnte. Dem Buch wurde bescheinigt, es transportiere eine „fearless vision“, also eine furchtlose Vision.
Eines der bekanntesten Zitate „the master’s tools will never dismantle the master’s house“ (deutsch: Die Werkzeuge der Herrschenden werden das Haus der Herrschenden niemals einreißen) ist der Titel einer der Reden, die in Sister Outsider abgedruckt sind. Dieses Zitat gilt als besonders zum Nachdenken anregend. Marion Kraft, eine der Übersetzerinnen von Sister Outsider, sieht in diesem Essay eine „Leitlinie […] für alle, die im Kampf gegen Rassismus, Sexismus, Homophobie, die weiße heterosexuelle Norm und alle Formen von Unterdrückung“ aktiv sein wollen.
In den Vereinigten Staaten wird Sister Outsider in den 2010er und 2020er Jahren weiterhin sehr bewusst rezipiert. So schreibt Antoinette Nwandu in ihrer Rezension Reading Audre Lorde’s “Sister Outsider” After Charlottesville, wie wichtig das Ansprechen der Wut für die Situation in der ersten Amtszeit von Präsident Trump angesichts rechtsextremer Anschläge und Demonstrationen sei.
Marlen Hobrack bescheinigt Sister Outsider in der Zeit bei der Veröffentlichung der deutschen Übersetzung fast vierzig Jahre nach dem Erscheinen des Originals noch immer „verblüffend aktuell“ zu sein. Sie beschreibt den Stil des Buches als „bewusst unakademisch, dafür aphoristisch“ und „wie für Social Media gemacht“ und lobt auch die Übersetzung.
Lara Sielmann bescheinigt den Texten in einer Rezension für Deutschlandfunk Kultur ebenfalls auch heute noch „richtungsweisend in der Diskussion um Rassismus“ sowie „inhaltlich und sprachlich aktuell“ zu sein. Sie beschreibt Audre Lordes Sprache als „nie bitter oder zynisch, stattdessen interessiert, wütend und kämpferisch“.
Ein Exemplar der Erstausgabe wird in der Sammlung des National Museum of African American History and Culture in Washington D.C. verwahrt.

## Ausgaben
Die englische Erstausgabe von Sister Outsider erschien 1984 als Taschenbuch bei Crossing Press, heute ein Imprint von Random House. 2007 erschien ein Reprint im selben Verlag und 2012 eine Ausgabe für Kindle. 2019 folgte eine weitere Taschenbuchausgabe in der Reihe Penguin Modern Classics. 2020 veröffentlichte Penguin Books eine erste gebundene Ausgabe. Es gibt darüber hinaus noch weitere Ausgaben und mehrere Hörbuchausgaben auf Englisch.
Es liegen zahlreiche Übersetzungen des Buches unter anderem ins Italienische, Finnische, Französische, Griechische, Polnische, Portugiesische, Russische, Spanische, Tschechische und Türkische vor.
In deutscher Sprache erschien 2021 eine Ausgabe in Broschur im Hanser Verlag München, die Übersetzerinnen waren Eva Bonné und Marion Kraft (ISBN 978-3-446-26971-2). 2023 folgte eine Taschenbuchausgabe der gleichen Übersetzung im btb Verlag.